# Nagar Kirtan
 (août 2022).

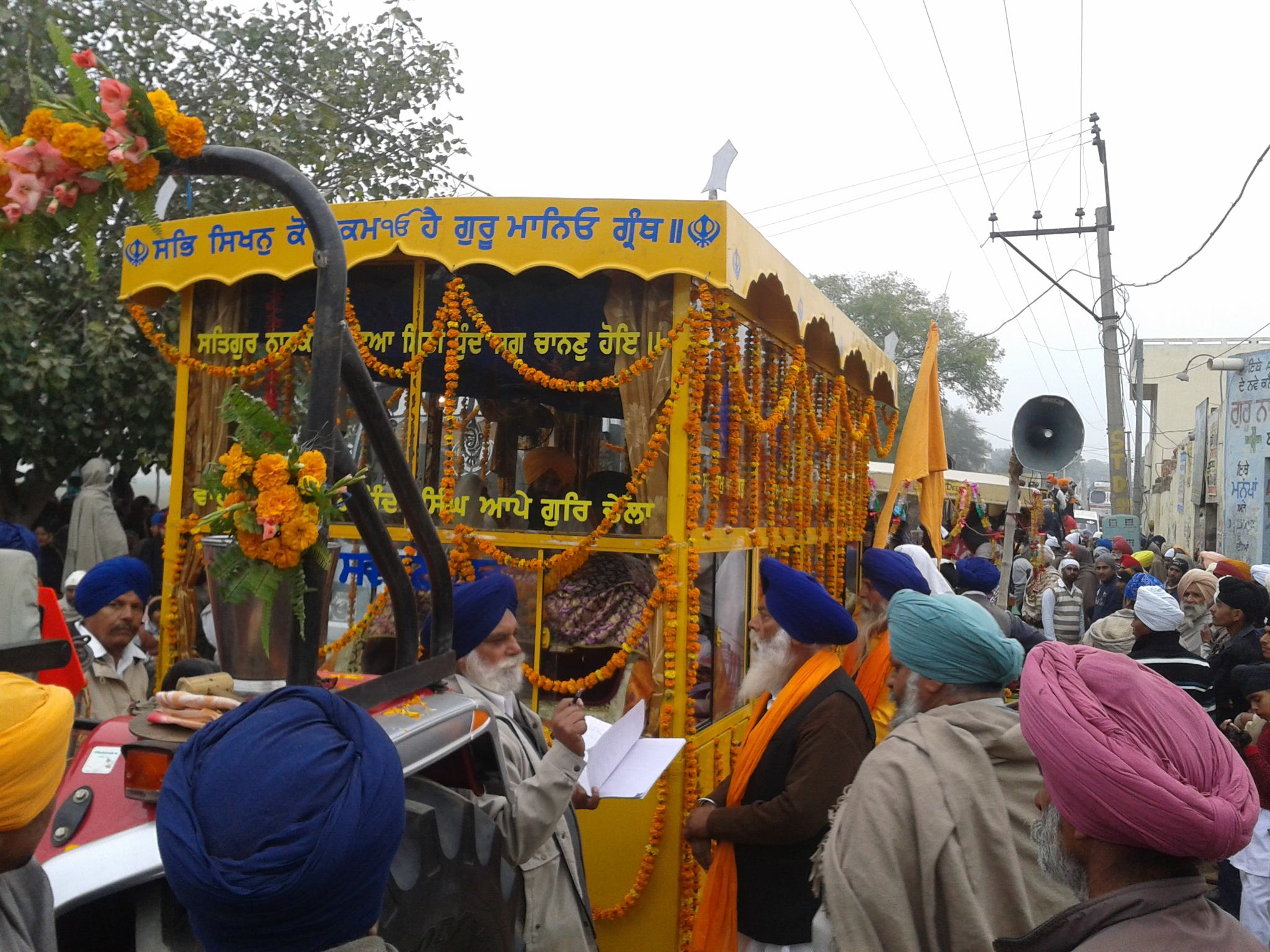
Défilé de Nagar Kirtan au Penjab.

Nagar Kirtan est un terme utilisé dans le sikhisme pour désigner une procession de  croyants qui chantent à travers les rues tout en portant le Guru Granth Sahib, le livre saint des sikhs, livre vénéré. Nagar Kirtan pourrait se traduire par: chants de prières pour le voisinage, ou, chants de prière pour la ville. Dans d'autres religions en Inde, il y a aussi cette manifestation sacrée. Chez les sikhs, le cortège religieux est fréquemment mis en place pour le mois de Vaisakh, mois lors duquel Guru Nanak est né et où l'ordre du Khalsa a été créé. Les Panj piare locaux, des hommes habillés de couleur safran qui gèrent les cérémonies au gurdwara, le temple sikh, ouvrent le cortège en portant le drapeau sikh; des groupes de la communauté suivent, des enfants par exemple et enfin le Guru Granth Sahib est porté, les gens s'inclinant à son passage. De la nourriture et des boissons peuvent être offertes sur le chemin de la cérémonie. La route est décorée, et, le Nagar Kirtan s'achève au temple par une prière, l'Ardas généralement.

## Source
- Voir Nagar Kirtan dans SikhiWiki l'encycloépdie sikhs en anglais.
- A Popular dictionnary of Sikhism de W. Owen Cole et Piara Singh Sambhi, édition Curzon, page 112,  (ISBN 0700710485)